# T-98 Kombat
T-98 Kombat je kotačno oklopno vozilo kojeg proizvodi tvrtka Kombat Armouring, podružnica kompanije Laura Group smještena u Sankt-Peterburgu, Rusija. Kombat je s maksimalnom brzinom od 180 km/h jedno od najbržih oklopnih vozila na svijetu.
Postoje dvije osnovne inačice vozila temeljene na komponentama General Motorsa, uključujući 8,1 litreni Vortec motor, transmisiju Allison i GM Heavy Duty suspenziju. Te osnovne inačice su:
- "VIP" vozilo nema tipični okvir, nego samo oklop od duplog čelika koji služi i kao noseća konstrukcija. Najveća oklopna zaštita je osigurana s korištenjem kompozitnog oklopa koji se sastoji od slojeva čelika između kojih je sloj keramike. Unutrašnjost se prema želji može presvući u mnoge luksuzne materijale kao npr. prirodnu kožu ili neko plemenito drvo.

- "Utility" je inačica koja je dizajnirana za operacije specijalne namjene. Nema luksuzne dijelove kao "VIP" inačica i služi u vojne svrhe.

Vozilo pokreće 340 KS snažan V8 motor, koji omogućuje da Kombat postigne brzinu od 180 km/h (vrijedi za najlakši model). T-98 je opremljen satelitskom navigacijom, televizorom koji može reproducirati sadržaj s DVD-a, klima uređaj itd. Sve pogoneske dijelove vozila i elektroniku isporučuje General Motors. Tvrtka Kombat Armouring tvrdi da najoklopljeniji T-98 štiti posadu od metaka do kalibra 12,7 mm, sačmarica i mina.

## Filmografija
Zlatni T-98 Kombat je prikazan u američkom filmu Diktator iz 2012. godine.

## Galerija
- T-98 Kombat na IDELF izložbi 2008.
- T-98 Kobat na izložbi MAKS 2011, mobilni komunikaciji centar

## Unutarnje poveznice
- Humvee

## Vanjske poveznice
- (rus.) Službena stranica proizvođača  Arhivirana inačica izvorne stranice od 26. lipnja 2012. (Wayback Machine)